# 香港聖公會院校
香港聖公會是香港及澳門的辦學團體之一，其中聖公宗（香港）小學監理委員會主要管理香港的小學；聖公宗（香港）中學委員會管理香港的中學。現任聖公會教育幹事是陳謳明主教，現任香港聖公會大主教教育顧問是前聖保羅書院校長夏永豪。

## 聖公會在香港
以下是香港聖公會在香港主辦的學校包括：

| - 香港大學聖約翰學院 | - 聖公會明華神學院 |

## 中學
| - 聖保羅男女中學 - 聖馬可中學 - 聖公會呂明才中學 - 聖保羅書院 - 聖士提反堂中學 - 聖士提反書院 - 聖士提反女子中學 - 聖公會鄧肇堅中學 - 聖公會李福慶中學 | - 何明華會督銀禧中學 - 香港聖公會何明華會督中學 - 聖公會莫壽增會督中學 - 聖公會陳融中學 - 拔萃男書院 - 協恩中學 - 聖公會聖匠中學 - 聖公會聖三一堂中學 - 聖公會基孝中學 - 聖公會林裘謀中學 - 李求恩紀念中學 - 聖公會梁季彝中學 - 聖傑靈女子中學 - 聖公會聖本德中學 - 聖公會曾肇添中學 - 聖公會蔡功譜中學 | - 拔萃女書院 - 聖公會諸聖中學 - 聖公會白約翰會督中學 - 聖公會林護紀念中學 - 聖公會李炳中學 - 聖公會聖馬利亞堂莫慶堯中學 - 聖公會聖西門呂明才中學 |

## 小學
| - 聖公會置富始南小學 - 聖公會田灣始南小學 - 聖公會基恩小學 - 聖公會呂明才紀念小學 - 聖公會柴灣聖米迦勒小學 - 聖公會聖雅各小學 - 聖公會聖馬太小學 - 聖公會聖米迦勒小學 - 聖保羅男女中學附屬小學 - 聖保羅書院小學 - 聖公會聖彼得小學 - 聖士提反女子中學附屬小學 - 聖士提反書院附屬小學 - 聖公會偉倫小學 | - 拔萃男書院附屬小學 - 拔萃小學 - 聖公會奉基小學（前約榮小學） - 聖公會奉基千禧小學 - 聖公會牧愛小學 - 協恩中學附屬小學 - 聖公會聖匠小學 - 聖公會聖十架小學 - 聖公會主風小學 - 聖公會聖三一堂小學 - 聖公會嘉福榮真小學 - 聖公會基顯小學 - 聖公會基樂小學 - 聖公會基德小學 - 聖公會九龍灣基樂小學 - 聖公會李兆強小學（前兆強小學） - 聖公會馬鞍山主風小學 - 天保民學校 - 聖公會聖約翰曾肇添小學 - 聖公會聖提摩太小學 - 聖公會德田李兆強小學 - 聖公會將軍澳基德小學 - 聖公會榮真小學 - 聖公會油塘基顯小學 - 聖公會阮鄭夢芹小學 - 聖公會阮鄭夢芹銀禧小學 | - 拔萃女小學 - 聖公會主愛小學 - 聖公會主愛小學 (梨木樹) - 聖公會主恩小學 - 聖公會何澤芸小學 - 聖公會錦田聖約瑟小學 - 聖公會基福小學 - 聖公會基愛小學 - 聖公會基榮小學 - 聖公會靈愛小學 - 聖公會蒙恩小學 - 聖公會聖安德烈小學 - 聖公會聖紀文小學 - 聖公會聖多馬小學 - 聖公會天水圍靈愛小學 - 聖公會青衣主恩小學 - 聖公會青衣邨何澤芸小學 - 聖公會仁立紀念小學 - 聖公會仁立小學 |

註：斜體為聖公宗（香港）小學監理委員會屬校

## 幼稚園、幼兒學校及幼兒中心
| - 主誕堂幼稚園 - 聖公會幼稚園 - 聖公會幼稚園(分校) - 聖雅各堂幼稚園 - 聖路加堂幼稚園 - 聖馬太堂幼稚園 - 聖保羅堂幼稚園 - 聖彼得堂幼稚園 - 聖彼得堂幼稚園 (赤柱分校) - 聖士提反堂幼稚園 | - 聖十架堂幼兒中心幼稚園 - 基督堂幼稚園 - 牧愛堂幼稚園 - 協恩中學附屬幼稚園 - 靈風堂禾輋幼稚園 - 聖三一中心幼稚園暨幼兒園 - 聖三一堂曾肇添幼稚園 - 慈光堂聖匠幼稚園 - 慈光堂柯佩璋幼稚園 - 聖巴拿巴堂幼稚園 - 聖西門西貢幼兒學校 - 救主堂幼稚園 | - 香港聖公會青山聖彼得堂青雲路幼稚園 - 聖公會荊冕堂葵涌幼稚園 - 聖公會荊冕堂青衣幼稚園 - 聖公會深水埗基愛堂幼稚園 - 聖公會聖約瑟堂幼稚園 - 聖公會青山聖彼得堂幼稚園 - 聖公會青山聖彼得堂山景邨幼稚園 - 聖公會青山聖彼得堂兆麟苑幼稚園 - 聖公會荊冕堂士德幼稚園 - 聖馬提亞堂肖珍幼稚園 - 聖西門良景幼稚園 - 聖多馬堂幼稚園 - 香港聖公會基愛幼兒學校 - 香港聖公會聖尼哥拉幼兒學校 - 香港聖公會夏瑞芸幼兒學校 - 香港聖公會聖西門良景幼兒學校 - 香港聖公會聖西門大興幼兒學校 - 香港聖公會聖多馬幼兒中心 - 聖公會聖馬提亞堂幼兒學校 |

## 聖公會在澳門
以下是香港聖公會在澳門主辦的學校包括：

### 澳門傳道地區
- 聖公會（澳門）蔡高中學
- 聖公會中學（澳門）

## 相關辦學團體

### 聖公宗（香港）中學委員會
聖公宗（香港）中學委員會（Anglican (Hong Kong) Secondary Schools Council Limited）在2006年3月24日成立，委員會主席是梁貫成博士。

### 聖公宗（香港）小學監理委員會
聖公宗（香港）小學監理委員會（Anglican (Hong Kong) Primary Schools Council Limited ）由聖公會小學監理委員會改組而成，執行委員會主席是陳謳明主教。

## 相關组织
- 香港聖公會
  - 香港聖公會香港島教區
  - 香港聖公會東九龍教區
  - 香港聖公會西九龍教區
  - 香港聖公會澳門傳道地區

## 外部連結
- 香港聖公會 （页面存档备份，存于）
- 聖公宗（香港）小學監理委員會 （页面存档备份，存于）
- 聖公會小學監理委員會屬校